# 梅克倫堡的腓特烈·威廉

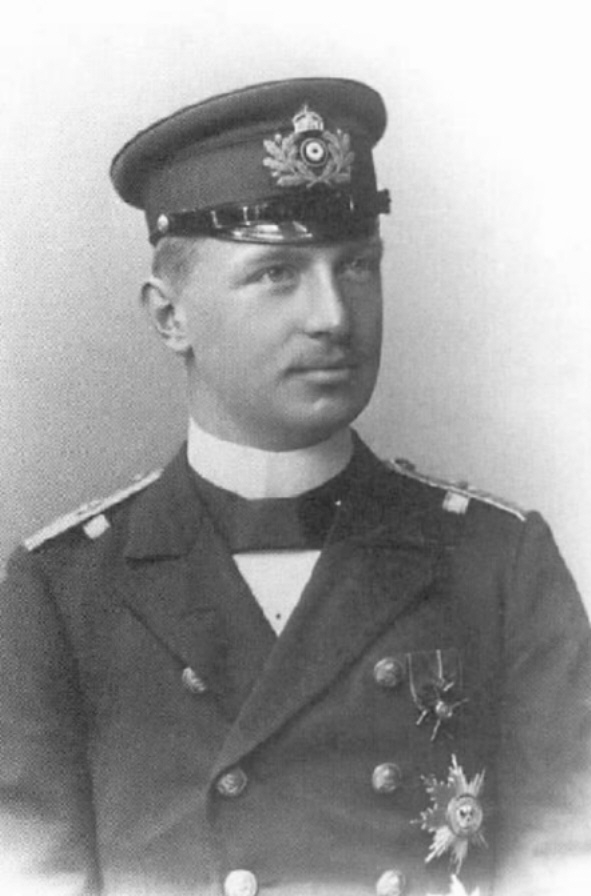

梅克倫堡的腓特烈·威廉（德語：Friedrich Wilhelm zu Mecklenburg，1871年4月5日—1897年9月22日），梅克倫堡-施威林大公腓特烈·法蘭茲二世的第四子，母親是施瓦茨堡-魯多爾施塔特的瑪麗。
1897年，腓特烈·威廉在海軍的一場意外中喪生，年僅26歲。